# Kuinre
Kuinre (nds. De Kuunder) – miejscowość położona w północnej Holandii w prowincji Overijssel w gminie Steenwijkerland.
Dawniej nadmorska miejscowość portowa, o bogatej historii, wraz ze stopniowym osuszaniem Zuiderzee utraciłla znaczenie.